# Escondeaux

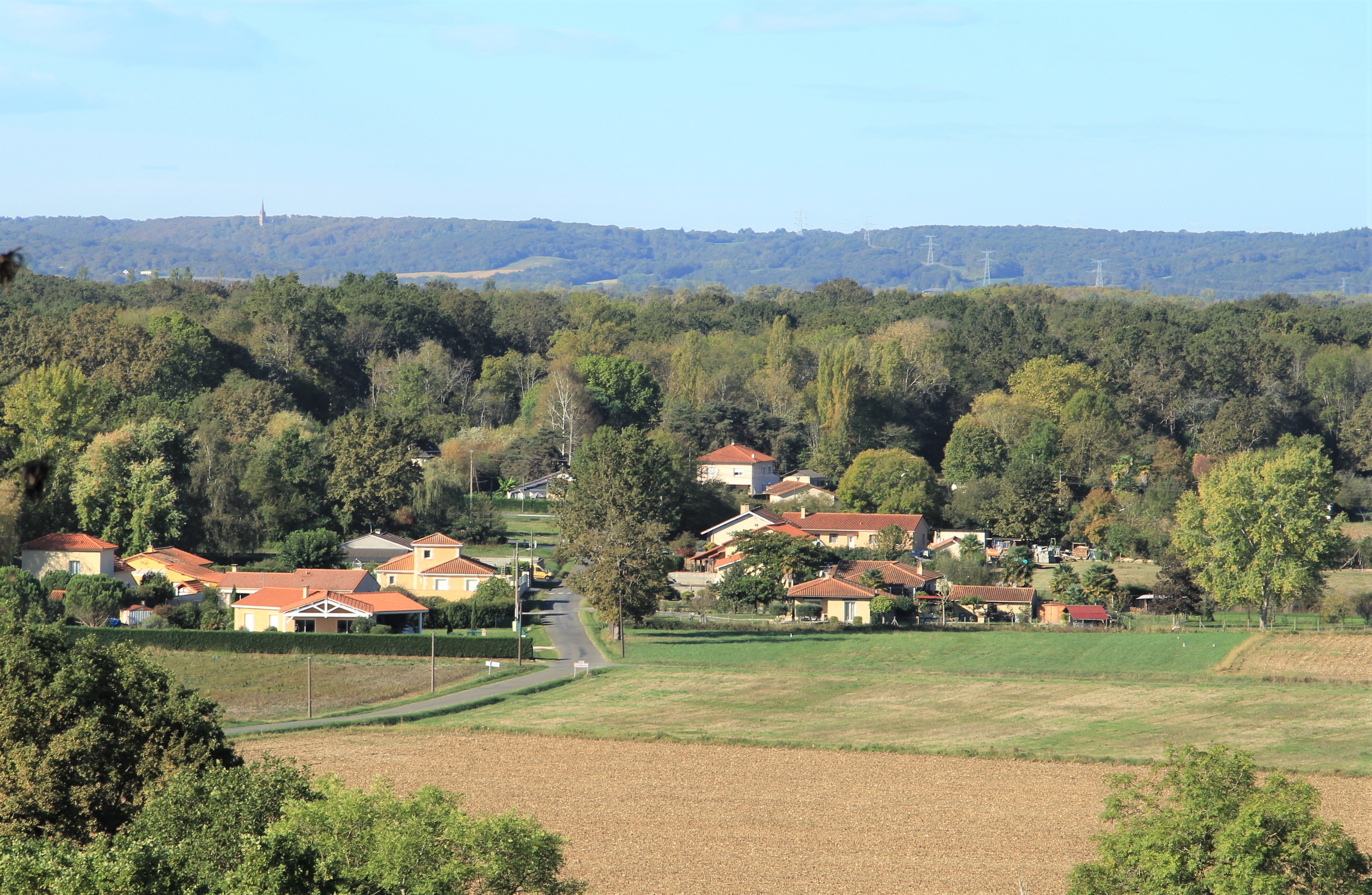
Vue du quartier Paret (Escondeaux sud).

Escondeaux est une commune française située dans le nord du département des Hautes-Pyrénées, en région Occitanie. Sur le plan historique et culturel, la commune est dans l’ancien comté de Bigorre, comté historique des Pyrénées françaises et de Gascogne.
Exposée à un climat océanique altéré, elle est drainée par le canal d'Alaric, l'Aule, l'Oussette et par un autre cours d'eau. La commune possède un patrimoine naturel remarquable composé d'une zone naturelle d'intérêt écologique, faunistique et floristique.
Escondeaux est une commune rurale qui compte 281 habitants en 2022, après avoir connu une forte hausse de la population depuis 1968. Elle fait partie de l'aire d'attraction de Tarbes..
Ses habitants sont appelés les Escondolais.

## Géographie

### Localisation
La commune d'Escondeaux se trouve dans le département des Hautes-Pyrénées, en région Occitanie.
Elle se situe à 13 km à vol d'oiseau de Tarbes, préfecture du département, et à 16 km de Maubourguet, bureau centralisateur du canton du Val d'Adour-Rustan-Madiranais dont dépend la commune depuis 2015 pour les élections départementales.
La commune fait en outre partie du bassin de vie de Vic-en-Bigorre.
Les communes les plus proches sont : 
Lescurry (2,0 km), Castéra-Lou (2,3 km), Tostat (2,4 km), Lacassagne (2,4 km), Ugnouas (2,5 km), Bazillac (2,9 km), Villenave-près-Marsac (3,4 km), Marsac (3,7 km).
Sur le plan historique et culturel, Escondeaux fait partie de l’ancien comté de Bigorre, comté historique des Pyrénées françaises et de Gascogne créé au IXe siècle puis rattaché au domaine royal en 1302, inclus ensuite au comté de Foix en 1425 puis une nouvelle fois rattaché au royaume de France en 1607. La commune est dans le pays de Tarbes et de la Haute Bigorre.

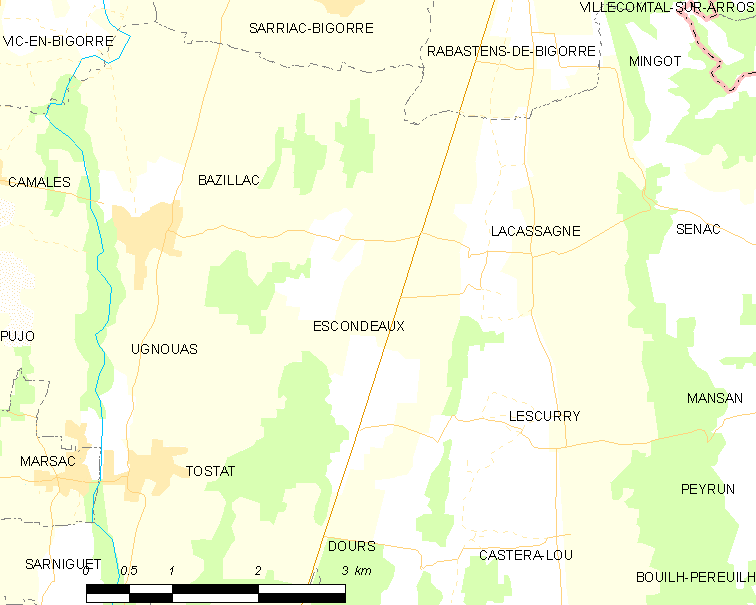
Carte de la commune d'Escondeaux et des proches communes.

| Bazillac | Rabastens-de-Bigorre | Lacassagne |
| Tostat   | Escondeaux           | Lescurry   |
|          | Dours                |            |

### Hydrographie
La commune est dans le bassin de l'Adour, au sein du bassin hydrographique Adour-Garonne. Elle est drainée par le canal d'Alaric, l'Aule, L'Oussette et L'Ayguevive, constituant un réseau hydrographique de 7 km de longueur totale,.
Le canal d'Alaric, d'une longueur totale de 73,7 km, prend sa source dans la commune de Pouzac et s'écoule du sud vers le nord. Il traverse la commune et se jette dans l'Adour à Izotges, après avoir traversé 38 communes.
L'Aule, d'une longueur totale de 16,1 km, prend sa source dans la commune de Chis et s'écoule du sud vers le nord. Il traverse la commune et se jette dans le canal d'Alaric à Barbachen, après avoir traversé 9 communes.

### Climat
Le climat est tempéré de type océanique, en raison de l'influence proche de l'océan Atlantique situé à peu près 150 km plus à l'ouest. La proximité des Pyrénées fait que la commune profite d'un effet de foehn, il peut aussi y neiger en hiver, même si cela reste inhabituel.
| Mois                              | jan.  | fév.  | mars  | avril | mai   | juin  | jui.  | août  | sep.  | oct.  | nov.  | déc.  | année   |
| --------------------------------- | ----- | ----- | ----- | ----- | ----- | ----- | ----- | ----- | ----- | ----- | ----- | ----- | ------- |
| Température minimale moyenne (°C) | 0,6   | 1,3   | 2,7   | 5,2   | 8,3   | 11,6  | 14,1  | 13,9  | 11,7  | 8     | 3,6   | 1,3   | 6,9     |
| Température moyenne (°C)          | 5,3   | 6,1   | 7,8   | 10    | 13,3  | 16,7  | 19,3  | 19    | 17,2  | 13,3  | 8,5   | 5,8   | 11,9    |
| Température maximale moyenne (°C) | 9,9   | 11    | 12,9  | 14,8  | 18,3  | 21,7  | 24,5  | 24    | 22,6  | 18,6  | 13,4  | 10,4  | 16,8    |
| Ensoleillement (h)                | 108,8 | 118,8 | 155,6 | 157,2 | 181,3 | 191,5 | 215,5 | 196,4 | 194,5 | 164,4 | 124,4 | 104,4 | 1 912,8 |
| Précipitations (mm)               | 112,8 | 97,5  | 100,2 | 105,7 | 113,6 | 80,7  | 57,3  | 70,3  | 71    | 85,2  | 93    | 112,1 | 1 099,4 |

### Milieux naturels et biodiversité

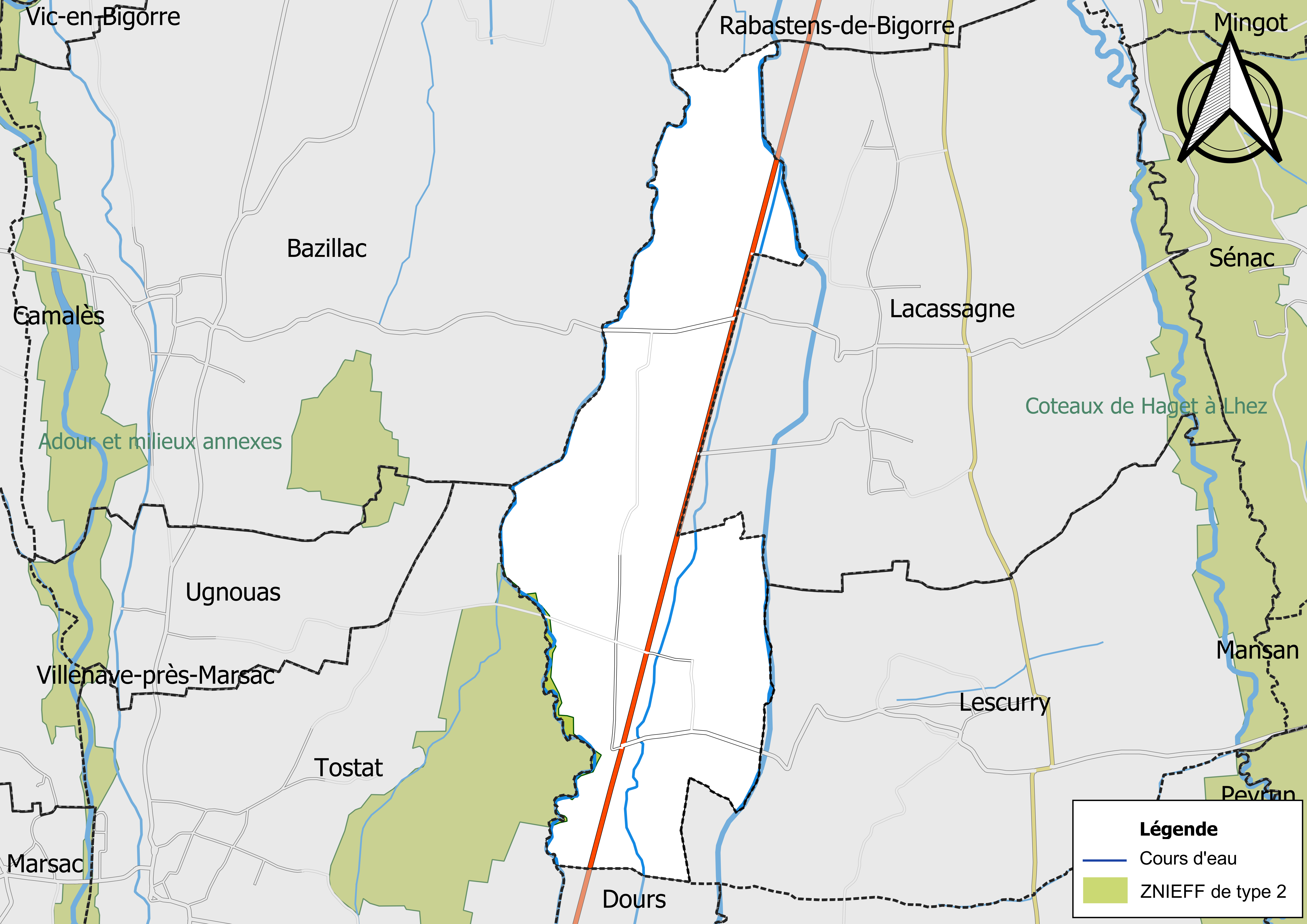
Carte de la ZNIEFF de type 2 localisée sur la commune.

L’inventaire des zones naturelles d'intérêt écologique, faunistique et floristique (ZNIEFF) a pour objectif de réaliser une couverture des zones les plus intéressantes sur le plan écologique, essentiellement dans la perspective d’améliorer la connaissance du patrimoine naturel national et de fournir aux différents décideurs un outil d’aide à la prise en compte de l’environnement dans l’aménagement du territoire.
Une ZNIEFF de type 2 est recensée sur la commune :
les « boisements de la plaine de l'Adour de Chis à Bazillac » (333 ha), couvrant 8 communes du département.

## Urbanisme

### Typologie
Au 1er janvier 2024, Escondeaux est catégorisée commune rurale à habitat dispersé, selon la nouvelle grille communale de densité à sept niveaux définie par l'Insee en 2022.
Elle est située hors unité urbaine. Par ailleurs la commune fait partie de l'aire d'attraction de Tarbes, dont elle est une commune de la couronne,. Cette aire, qui regroupe 153 communes, est catégorisée dans les aires de 50 000 à moins de 200 000 habitants,.

### Occupation des sols
L'occupation des sols de la commune, telle qu'elle ressort de la base de données européenne d’occupation biophysique des sols Corine Land Cover (CLC), est marquée par l'importance des territoires agricoles (87,3 % en 2018), en diminution par rapport à 1990 (100 %). La répartition détaillée en 2018 est la suivante : 
terres arables (68,2 %), zones agricoles hétérogènes (19,1 %), zones urbanisées (12,3 %), forêts (0,4 %).
L'IGN met par ailleurs à disposition un outil en ligne permettant de comparer l’évolution dans le temps de l’occupation des sols de la commune (ou de territoires à des échelles différentes). Plusieurs époques sont accessibles sous forme de cartes ou photos aériennes : la carte de Cassini (XVIIIe siècle), la carte d'état-major (1820-1866) et la période actuelle (1950 à aujourd'hui).

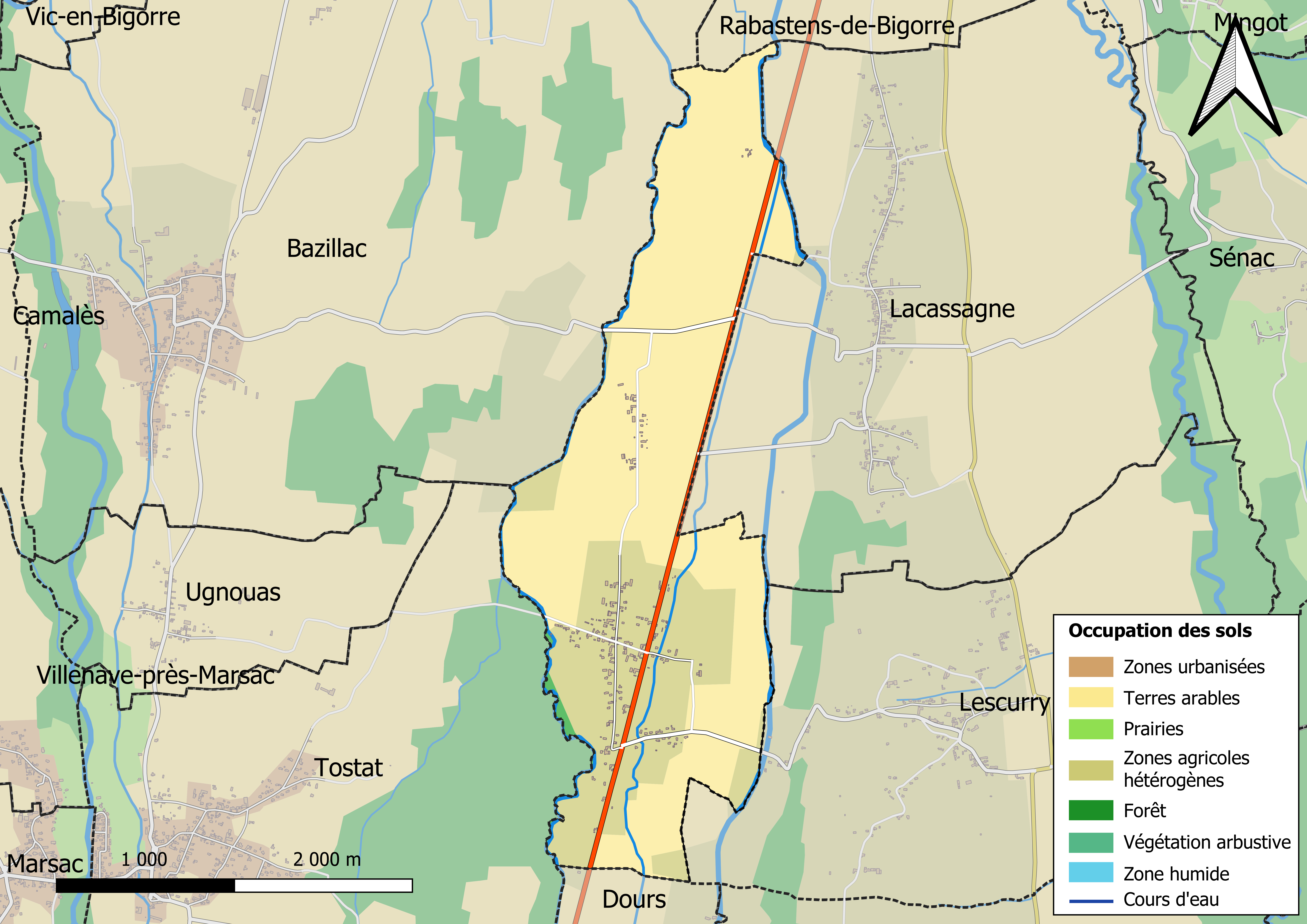
Carte des infrastructures et de l'occupation des sols en 2018 (CLC) de la commune.
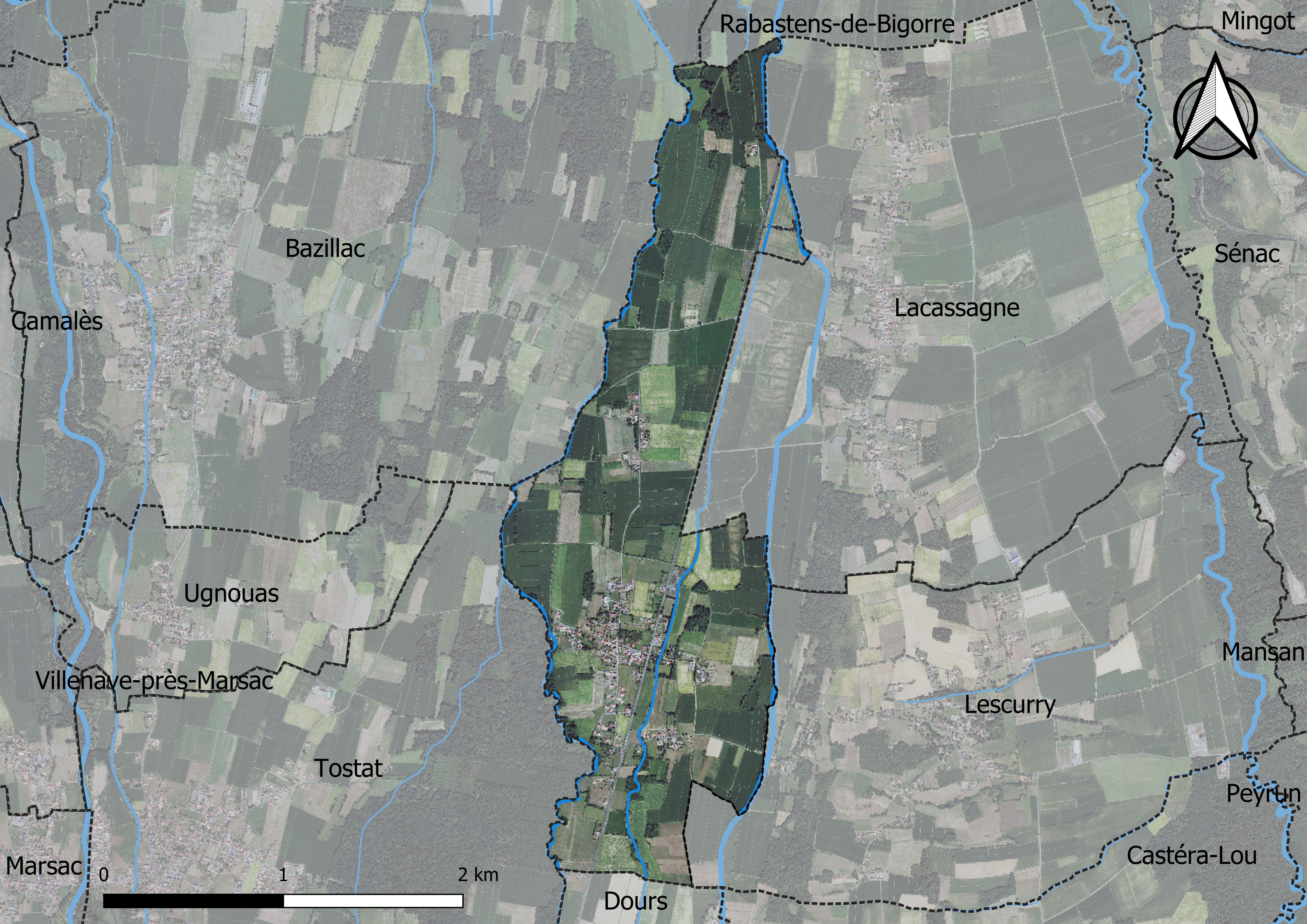
Carte orthophotogrammétrique de la commune.

### Logement
En 2012, le nombre total de logements dans la commune est de 96.

Parmi ces logements, 94.8  % sont des résidences principales, 1.0  % des résidences secondaires  4.2  % des logements vacants.

### Voies de communication et transports
Cette commune est desservie par la route nationale N 21 et par les routes départementales D 4 et D 27.

### Risques majeurs
Le territoire de la commune d'Escondeaux est vulnérable à différents aléas naturels : météorologiques (tempête, orage, neige, grand froid, canicule ou sécheresse), inondations, mouvements de terrains et séisme (sismicité modérée). Un site publié par le BRGM permet d'évaluer simplement et rapidement les risques d'un bien localisé soit par son adresse soit par le numéro de sa parcelle.
Certaines parties du territoire communal sont susceptibles d’être affectées par le risque d’inondation par débordement de cours d'eau, notamment le canal d'Alaric et l'Aule. La cartographie des zones inondables en ex-Midi-Pyrénées réalisée dans le cadre du XIe Contrat de plan État-région, visant à informer les citoyens et les décideurs sur le risque d’inondation, est accessible sur le site de la DREAL Occitanie. La commune a été reconnue en état de catastrophe naturelle au titre des dommages causés par les inondations et coulées de boue survenues en 1982, 1993, 1999, 2000 et 2009,.
Escondeaux est exposée au risque de feu de forêt. Un plan départemental de protection des forêts contre les incendies a été approuvé par arrêté préfectoral le 21 avril 2020 pour la période 2020-2029. Le précédent couvrait la période 2007-2017. L’emploi du feu est régi par deux types de réglementations. D’abord le code forestier et l’arrêté préfectoral du 27 octobre 2014, qui réglementent l’emploi du feu à moins de 200 m des espaces naturels combustibles sur l’ensemble du département. Ensuite celle établie dans le cadre de la lutte contre la pollution de l’air, qui interdit le brûlage des déchets verts des particuliers. L’écobuage est quant à lui réglementé dans le cadre de commissions locales d’écobuage (CLE)

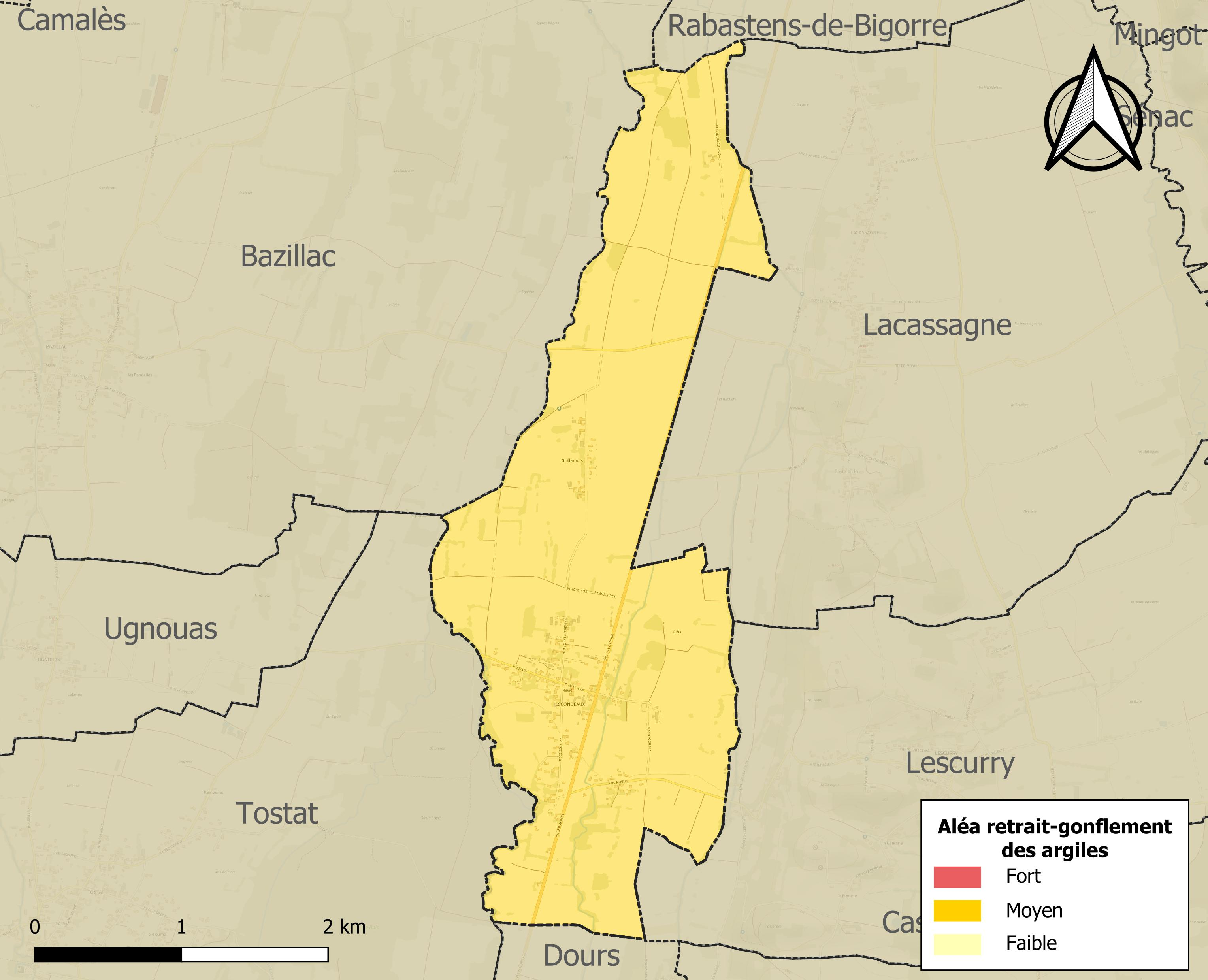
Carte des zones d'aléa retrait-gonflement des sols argileux d'Escondeaux.

Les mouvements de terrains susceptibles de se produire sur la commune sont des tassements différentiels.
Le retrait-gonflement des sols argileux est susceptible d'engendrer des dommages importants aux bâtiments en cas d’alternance de périodes de sécheresse et de pluie. La totalité de la commune est en aléa moyen ou fort (44,5 % au niveau départemental et 48,5 % au niveau national). Sur les 98 bâtiments dénombrés sur la commune en 2019, 98 sont en aléa moyen ou fort, soit 100 %, à comparer aux 75 % au niveau départemental et 54 % au niveau national. Une cartographie de l'exposition du territoire national au retrait gonflement des sols argileux est disponible sur le site du BRGM,.
Par ailleurs, afin de mieux appréhender le risque d’affaissement de terrain, l'inventaire national des cavités souterraines permet de localiser celles situées sur la commune.
Concernant les mouvements de terrains, la commune a été reconnue en état de catastrophe naturelle au titre des dommages causés par des mouvements de terrain en 1999.

## Toponymie

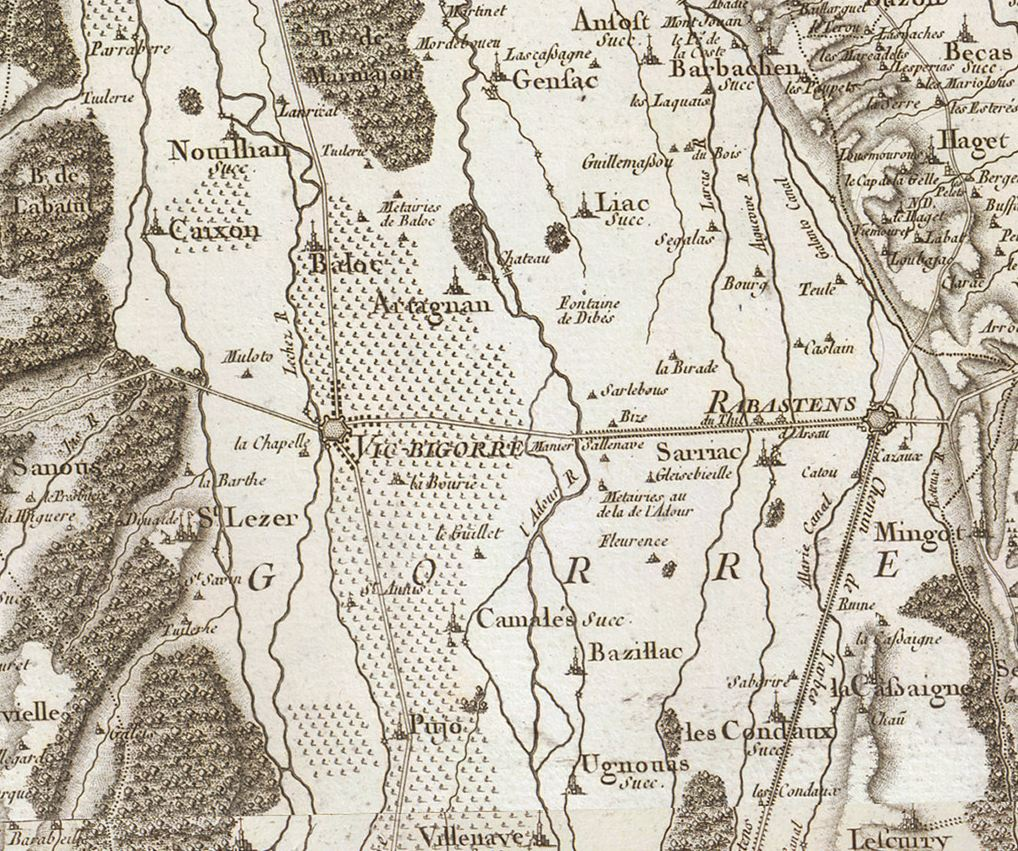
Extrait de la carte de Cassini (entre 1756 et 1789) situant Escondeaux au sud de Rabastens-de-Bigorre

On trouvera les principales informations dans le Dictionnaire toponymique des communes des Hautes Pyrénées de Michel Grosclaude et Jean-François Le Nail qui rapporte les dénominations historiques du village :
Dénominations historiques :
- lo Candau, lo Condau de Rabastenx, lo territori … deu Contau, lo territori deu Condau loquau es de la billa d'Arebastenx, lo Contau, (1429, Censier Bigorre) ;
- Condeaux, paroisse des Condeaux, (1736 registres paroissiaux) ;
- hameau des Condaux, (1739, registres paroissiaux) ;
- Les Condaux, (1760, Larcher, (pouillé de Tarbes) ;
- hameau des Condaux, (1789, cahier de doléances) ;
- Escondaux, (1790, Département 1) ;
- Les Condaux, (fin XVIIIe siècle, carte de Cassini).

Étymologie : de l'adjectif gascon condau (= comtal, qui appartient au comte) au pluriel.
Nom occitan : Los Condaus.

## Histoire

### Cadastre napoléonien d'Escondeaux
Le plan cadastral napoléonien d'Escondeaux est consultable sur le site des archives départementales des Hautes-Pyrénées.

## Politique et administration

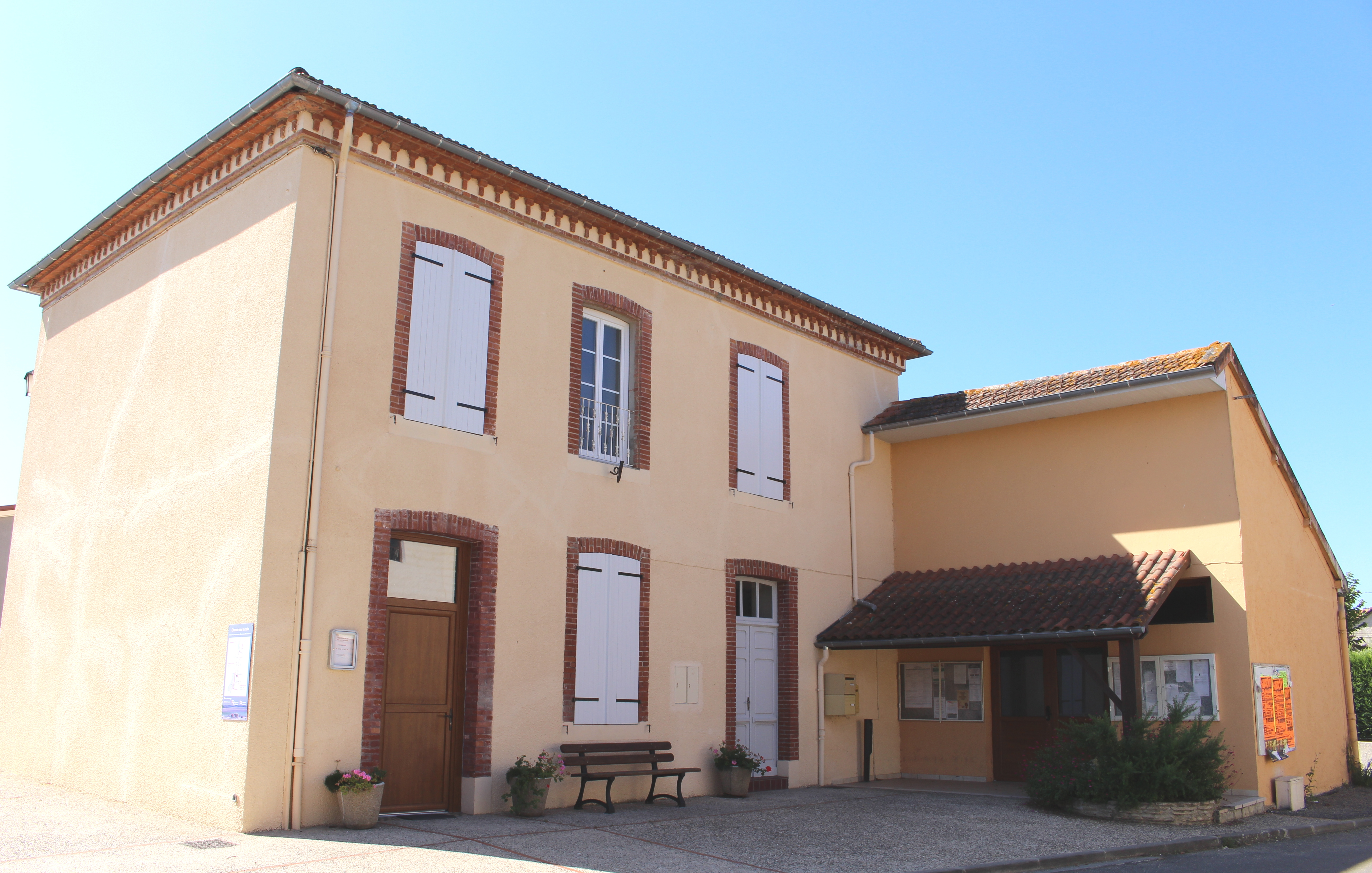
La mairie en 2016.

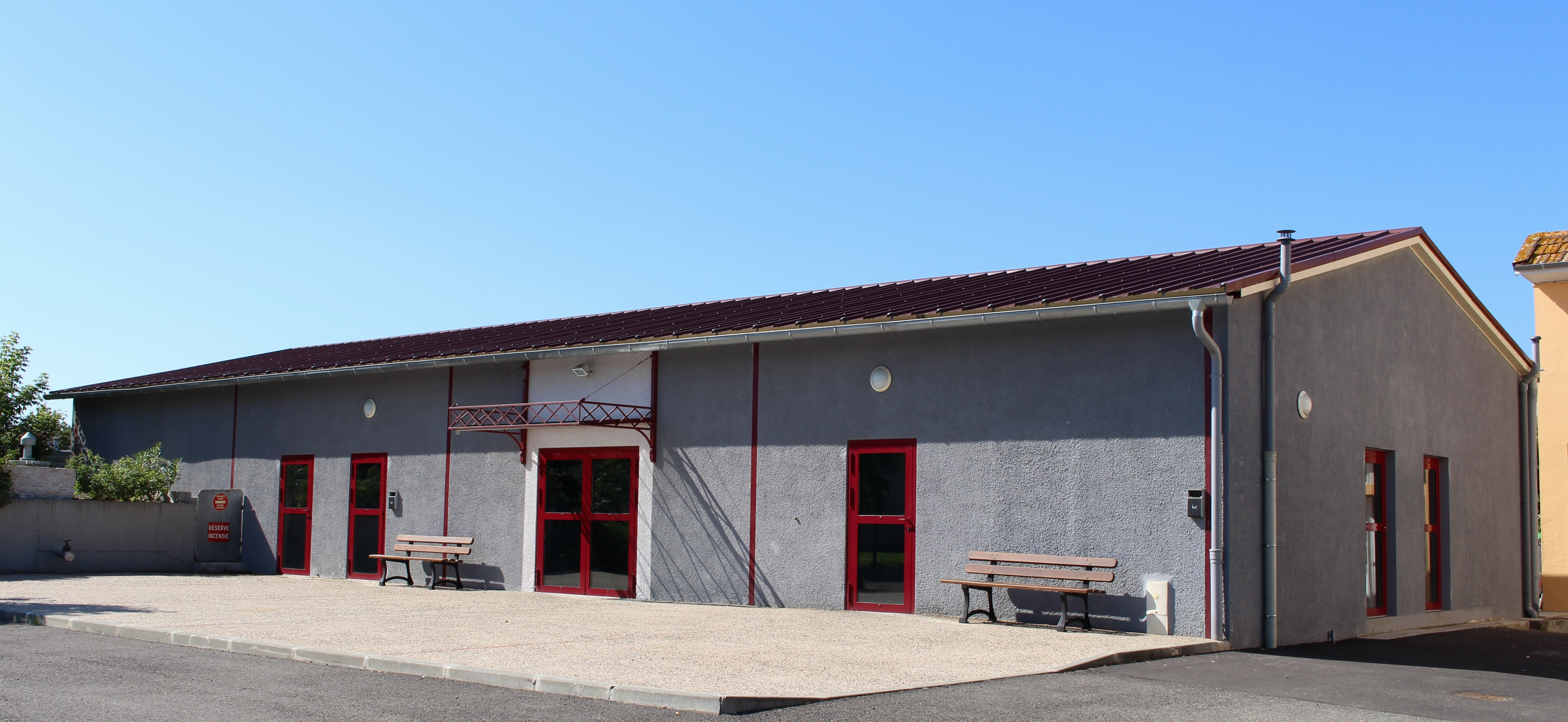
Le foyer rural en 2016

### Liste des maires
| Période                                  | Période   | Identité        | Étiquette | Qualité |
| ---------------------------------------- | --------- | --------------- | --------- | ------- |
| Les données manquantes sont à compléter. |           |                 |           |         |
|                                          |           |                 |           |         |
|                                          | mars 2001 | Gilbert Baylac  |           |         |
| mars 2001                                | mars 2008 | Danielle Solvez |           |         |
| mars 2008                                | mars 2020 | René Poques     |           |         |
| mars 2020                                | En cours  | Maxime Solvez   |           |         |

### Rattachements administratifs et électoraux

#### Historique administratif
Quartier de Rabastens, pays et sénéchaussée de Bigorre, quarteron de Rabastens. Commune du canton de Rabastens (depuis 1790), réunie à Rabastens entre 1791 et 1801, érigée à nouveau en commune en 1845.

#### Intercommunalité
Escondeaux appartient à la communauté de communes Adour Madiran créée en janvier 2017 qui a la particularité de réunir 72 communes de Bigorre et Béarn.

## Population et société

### Démographie

#### Évolution démographique
| 1846 | 1851 | 1856 | 1861 | 1866 | 1876 | 1881 | 1886 | 1891 |
| ---- | ---- | ---- | ---- | ---- | ---- | ---- | ---- | ---- |
| 214  | 215  | 206  | 203  | 200  | 188  | 198  | 181  | 172  |

| 1896 | 1901 | 1906 | 1911 | 1921 | 1926 | 1931 | 1936 | 1946 |
| ---- | ---- | ---- | ---- | ---- | ---- | ---- | ---- | ---- |
| 170  | 158  | 158  | 154  | 138  | 151  | 146  | 145  | 127  |

| 1954 | 1962 | 1968 | 1975 | 1982 | 1990 | 1999 | 2006 | 2007 |
| ---- | ---- | ---- | ---- | ---- | ---- | ---- | ---- | ---- |
| 136  | 144  | 143  | 146  | 153  | 213  | 212  | 240  | 243  |

| 2012 | 2017 | 2022 | - | - | - | - | - | - |
| ---- | ---- | ---- | - | - | - | - | - | - |
| 269  | 281  | 281  | - | - | - | - | - | - |

### Enseignement

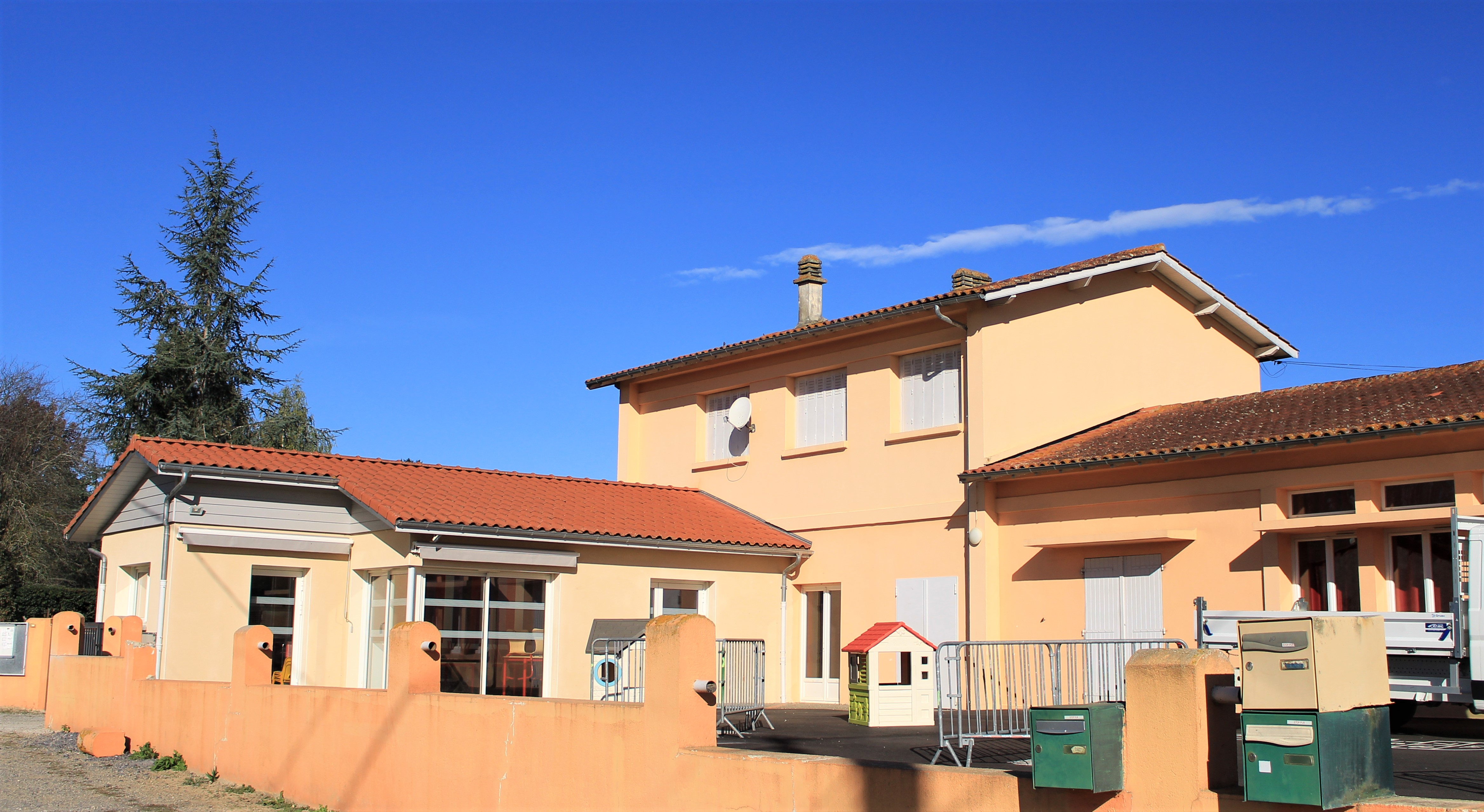
L'école maternelle en 2022.

La commune dépend de l'académie de Toulouse. Elle dispose d’une école en 2017.
- École maternelle.

### Sports
Le village comporte un plantier où l'on joue aux quilles de neuf.

## Économie

### Revenus
En 2018, la commune compte 94 ménages fiscaux, regroupant 266 personnes. La médiane du revenu disponible par unité de consommation est de 19 920 € (20 420 € dans le département).

### Emploi
|                | 2008  | 2013  | 2018  |
| -------------- | ----- | ----- | ----- |
| Commune        | 7,4 % | 7,5 % | 7,4 % |
| Département    | 7,7 % | 9,4 % | 9,8 % |
| France entière | 8,3 % | 10 %  | 10 %  |

En 2018, la population âgée de 15 à 64 ans s'élève à 176 personnes, parmi lesquelles on compte 80,7 % d'actifs (73,3 % ayant un emploi et 7,4 % de chômeurs) et 19,3 % d'inactifs,. Depuis 2008, le taux de chômage communal (au sens du recensement) des 15-64 ans est inférieur à celui de la France et du département.
La commune fait partie de la couronne de l'aire d'attraction de Tarbes, du fait qu'au moins 15 % des actifs travaillent dans le pôle,. Elle compte 22 emplois en 2018, contre 24 en 2013 et 19 en 2008. Le nombre d'actifs ayant un emploi résidant dans la commune est de 130, soit un indicateur de concentration d'emploi de 16,9 % et un taux d'activité parmi les 15 ans ou plus de 67,1 %.
Sur ces 130 actifs de 15 ans ou plus ayant un emploi, 19 travaillent dans la commune, soit 15 % des habitants. Pour se rendre au travail, 94,6 % des habitants utilisent un véhicule personnel ou de fonction à quatre roues, 0,8 % les transports en commun, 1,6 % s'y rendent en deux-roues, à vélo ou à pied et 3,1 % n'ont pas besoin de transport (travail au domicile).

## Culture locale et patrimoine

### Lieux et monuments

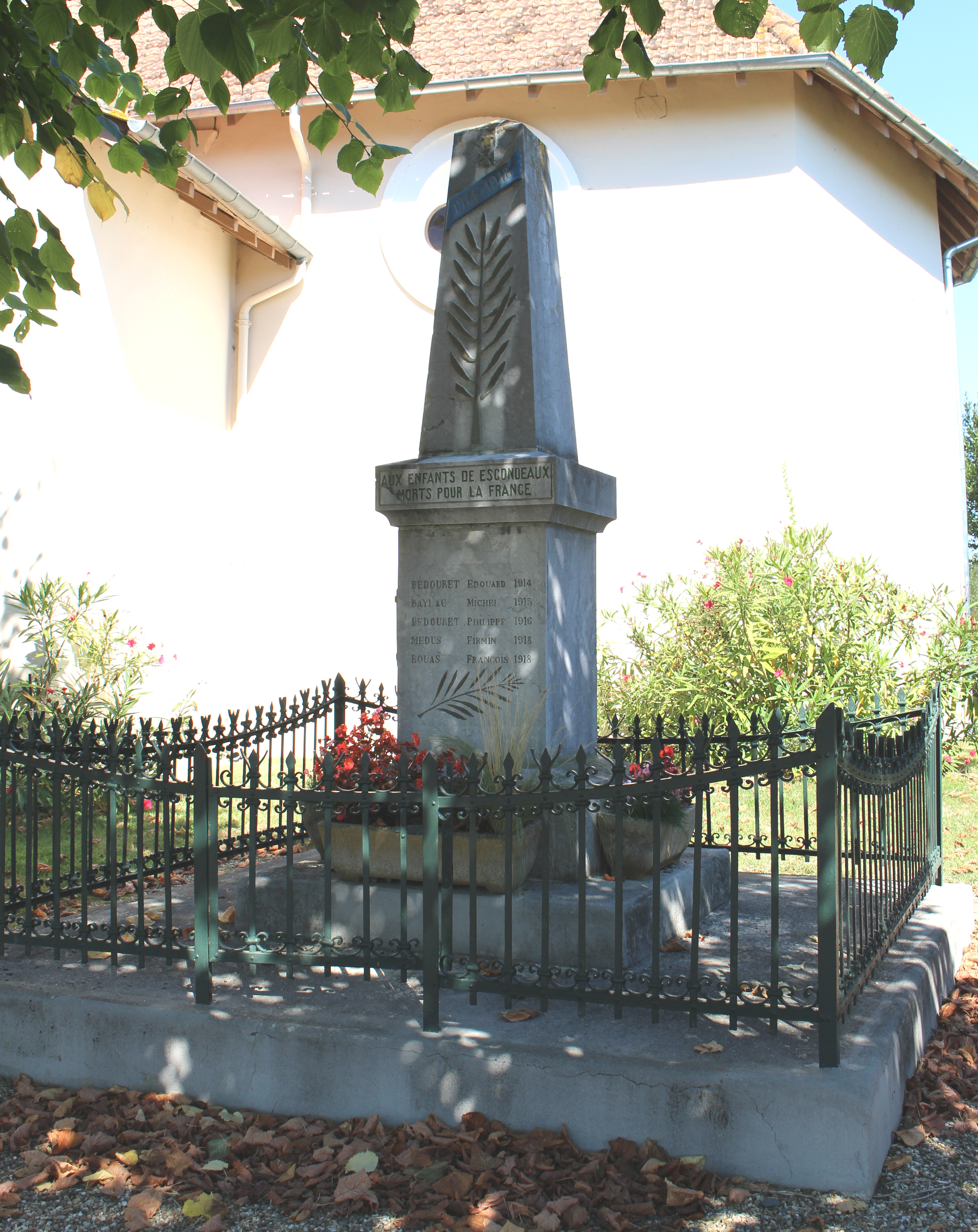
Le Monument aux morts municipal.

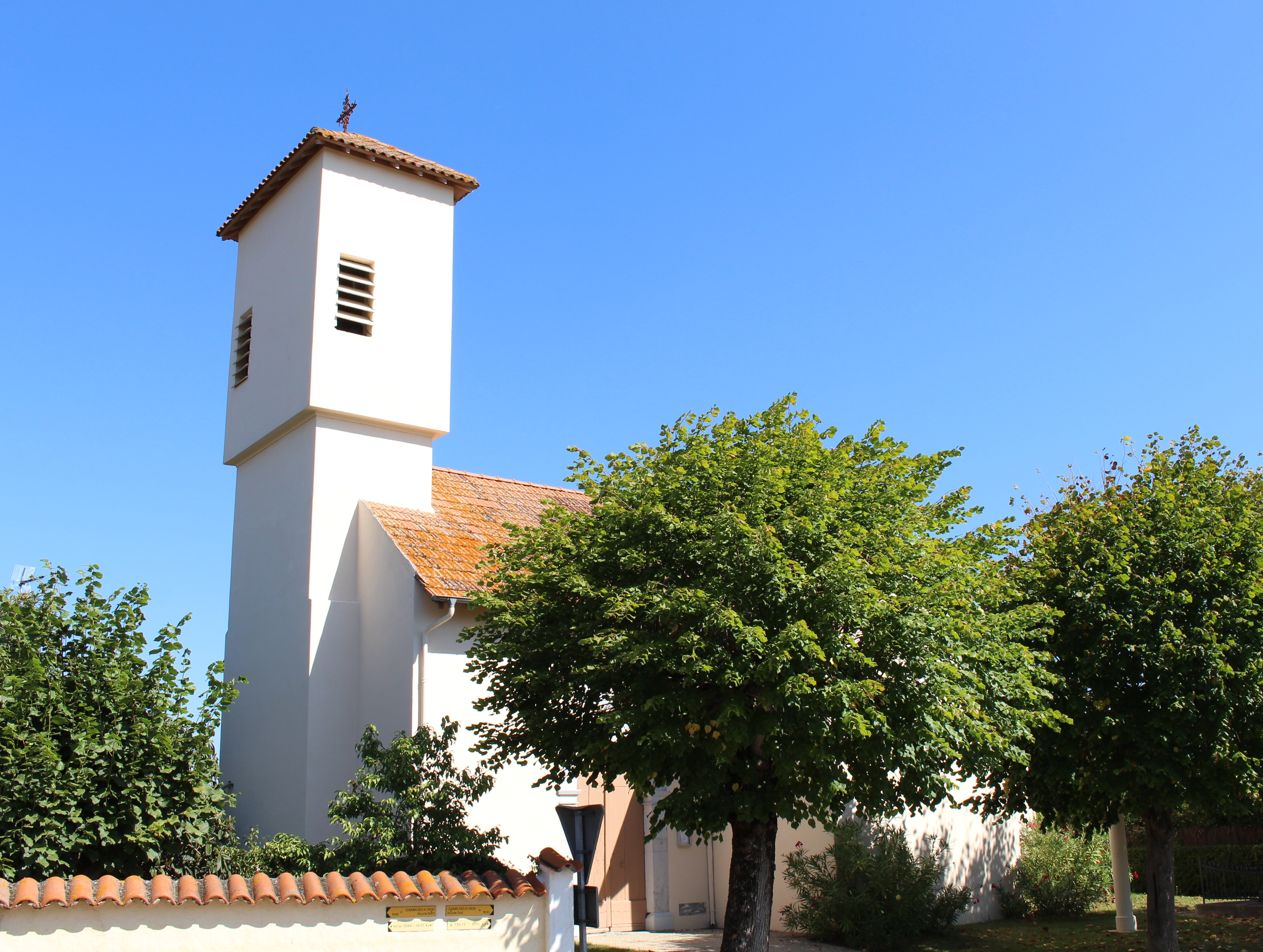
L'église Saint-Jean-Baptiste en 2016.

- Église Saint-Jean-Baptiste d'Escondeaux.

### Héraldique
| Blason | Blasonnement : D'or aux deux raves au naturel en chef et au béret de gueules en pointe Commentaires : blason officiel vérifié auprès de la mairie. |